# Riksmötet 1987/1988
Riksmötet 1987/88 var Sveriges riksdags verksamhetsår 1987–1988. Det pågick från riksmötets öppnande den 6 oktober 1987 till riksmötets avslutning den 10 juni 1988.
Riksdagens talman under riksmötet 1987/88 var Ingemund Bengtsson (S).

## Fotnoter
1. ↑  43 från Centerpartiet och 1 från Kristen demokratisk samling.